# Magistar
Magistar lat. "magister" u hrvatskom obrazovnom sustavu je naziv za osobu koja je završila diplomski sveučilišni studij, te obranila diplomski rad i ukupno stekla 300 ECTS bodova. Valja napomenuti kako su magistar struke (mag.) i magistar znanosti (mr.sc.) dva odvojena pojma. 
U hrvatskom obrazovnom sustavu (po bolonjskom sustavu) završetkom preddiplomskog i diplomskoga sveučilišnog studija ili integriranoga preddiplomskog i diplomskog sveučilišnog studija stječe se najmanje 300 ECTS bodova i akademski naziv magistar, odnosno magistra uz naznaku struke (na primjer: magistar/magistra arheologije, magistar/magistra ekonomije, magistar/magistra prava i slično). Kratica naziva je mag. uz naznaku struke (na primjer: mag. arh., mag. oec., mag. iur. i slično) i stavlja se iza imena i prezimena osobe.
Iznimka od ovog pravila je kad završetkom preddiplomskog i diplomskoga sveučilišnog studija ili integriranog preddiplomskog i diplomskoga sveučilišnog studija iz područja tehničkih znanosti, osoba stječe akademski naziv magistar inženjer odnosno magistra inženjerka uz naznaku struke (na primjer: magistar/magistra inženjer/inženjerka geodezije i slično. U tom slučaju kratica je mag. ing. uz naznaku struke (na primjer: mag. ing. geod. i slično) i stavlja se iza imena i prezimena osobe. 

## Poveznice
- Diplomski rad
- Magistarski rad
- Magistra

## Vanjske poveznice
- Zakon o akademskim i stručnim nazivima i akademskom stupnju